# Nicolas de Neufville de Villeroy (1543-1617)
Nicolas de Neufville de Villeroy, indicato anche come Nicolas IV (Parigi, 1543 – Rouen, 12 novembre 1617), è stato un politico e nobile francese.

## Biografia
Villeroy nacque a Parigi e crebbe a corte, entrando al servizio del governo in giovane età, seguendo le orme di suo padre Nicolas III de Neufville de Villeroy, e di entrambi i suoi nonni. Nel 1559, all'età di sedici anni, divenne segretario delle finanze per Caterina de Medici, vedova di Enrico II di Francia, e madre dei successivi tre re di Francia. Dal momento che questi sovrani furono troppo giovani, troppo malati o, nel caso di Enrico III, troppo irresponsabili per occuparsi dell'amministrazione dello stato nel dettaglio, Caterina prese de facto il controllo del governo francese. Per gestirlo al meglio, si circondò di ministri fidati, tra cui Villeroy.
Nel 1567, a ventiquattro anni, Villeroy divenne segretario di stato succedendo a suo suocero, Claude II de l'Aubespine. Sua moglie, Madeleine de l’Aubespine, (1546–96) che sposò nel 1561, oltre alla bellezza era nota per essere una donna di cultura ed una delle prime traduttrici di Ovidio in lingua francese.
Villeroy aveva frequentato il Collège de Navarre, ma non era considerato un uomo di grande cultura come ad esempio il Cardinale Richelieu che comunque gli riconosceva doti di alto discernimento pur non avendo compiuto studi adeguati (non aidé d'aucunes lettres); ebbe modo di comporre occasionalmente poesie e fu in rapporti col poeta Ronsard. Villeroy e Madelaine ebbero insieme due figli e una figlia, ma solo uno dei due (chiamato Charles, come il re) sopravvisse. Villeroy, dopo la morte della prima moglie nel 1596, si risposò ed ebbe un altro figlio, Nicolas, che divenne religioso e poi abate di La Chaise-Dieu, nonché abate commendatario di Mozac dal 1571 al 1610.
Villeroy divenne ben presto uno dei favoriti del giovane re Carlo IX, apprezzato da Caterina de Medici e da Enrico III. Nicolas venne incaricato più volte di trattare questioni diplomatiche e di negoziare trattati di pace come ad esempio il trattato di Fleix del 26 novembre 1580 che concluse nel giro di un solo mese portando a terminare una breve ma pericolosa guerra che avrebbe coinvolto il regno di Francia con Enrico di Navarra (futuro Enrico IV di Francia) nella parte sudoccidentale del paese.
Dal 1582, Villeroy si trovò con ancora più incarichi sulle spalle quando Enrico III, di fronte ai disordini in Francia ed alle pressioni finanziarie, rispose rifiutandosi di occuparsi personalmente della cosa pubblica. Ad esempio il sovrano scriveva a Villeroy, "Quando sono dai Cappuccini, se vi sono questioni urgenti o importanti... le dovrete sottoporre direttamente alla regina, senza inviarle a me".
Enrico, d'altro canto, iniziò a concedere incarichi e privilegi ai suoi favoriti, in particolare a Jean Louis de Nogaret de La Valette, primo duca di Épernon. Nel settembre del 1587, di fronte al re, Épernon accusò pesantemente Villeroy di dirigere male i fondi dello stato e di agire come se fosse stato il re, aggiungendo anche che se il re non fosse stato lì presente non avrebbe esitato ad attaccare Villeroy fisicamente. Il fatto colpì Nicolas a tal punto che rimase chiuso nella sua stanza per due giorni, timoroso di ritornare al proprio lavoro. Villeroy chiese allora al re se fosse il caso che lasciasse la corte, ma il re si rifiutò di acconsentire e lo rassicurò che nessuno gli avrebbe fatto del male, tantomeno il duca di Épernon. La stessa Caterina de Medici, scioccata dal trattamento del suo segretario, supportò personalmente Villeroy nella contesa.

Nicolas de Neufville, signore di Villeroy

Nell'estate del 1588, la posizione del re divenne sempre più pericolosa quando il duca Enrico I di Guisa ed i suoi sostenitori nella Lega Cattolica presero il controllo di Parigi, coordinando le loro mosse con l'armada spagnola di Filippo II di Spagna che si stava impegnando contro gli inglesi protestanti. Enrico III tentò di fuggire alla cattura, ma successivamente decise di affrontare gli Stati Generali di Blois dove si raccoglieva il grosso dei suoi nemici. L'8 settembre, a Blois, Villeroy ricevette una nota dal re che lo licenziava dai suoi incarichi assieme agli altri suoi ministri, pur dicendosi contento del lavoro da lui svolto. Enrico non offrì a Villeroy e ai suoi colleghi né spiegazioni né un compenso e gli storici, ancora oggi, non hanno compreso i suoi motivi. Il 28 dicembre di quell'anno, il re ordinò l'assassinio di Enrico, duca di Guisa, che venne pugnalato da una guardia reale e morì ai piedi del letto del sovrano. Otto mesi più tardi, lo stesso Enrico III di Francia venne assassinato da un frate, Jacques Clément.
Dopo l'assassinio di Enrico III nel 1589 e la successione di Enrico IV, Villeroy dapprima collaborò con la Lega Cattolica. Villeroy tornò al potere nel 1594 dopo che Enrico IV ebbe ricusato la propria fede protestante. Esperto negli affari esteri, sotto Enrico IV fu ministro nel governo di Maximilien de Béthune, duca di Sully. Con la caduta in disgrazia del Sully, divenne lui stesso primo ministro nel 1611, rimanendo influente sino al 1614.
Villeroy morì nel 1617 e venne sepolto nella chiesa di Magny-en-Vexin dove ancora oggi si trova un cenotafio.
Villeroy visse nei pressi del Louvre in una casa di proprietà della sua famiglia dal 1370, l'Hôtel de Villeroy, posto agli angoli di rue des Bourdonnais, rue de la Limace (attuale rue des Halles) e rue des Déchargeurs. La struttura, seppur ricostruita da suo nipote nel 1640, esiste ancora oggi.

## Matrimonio e figli

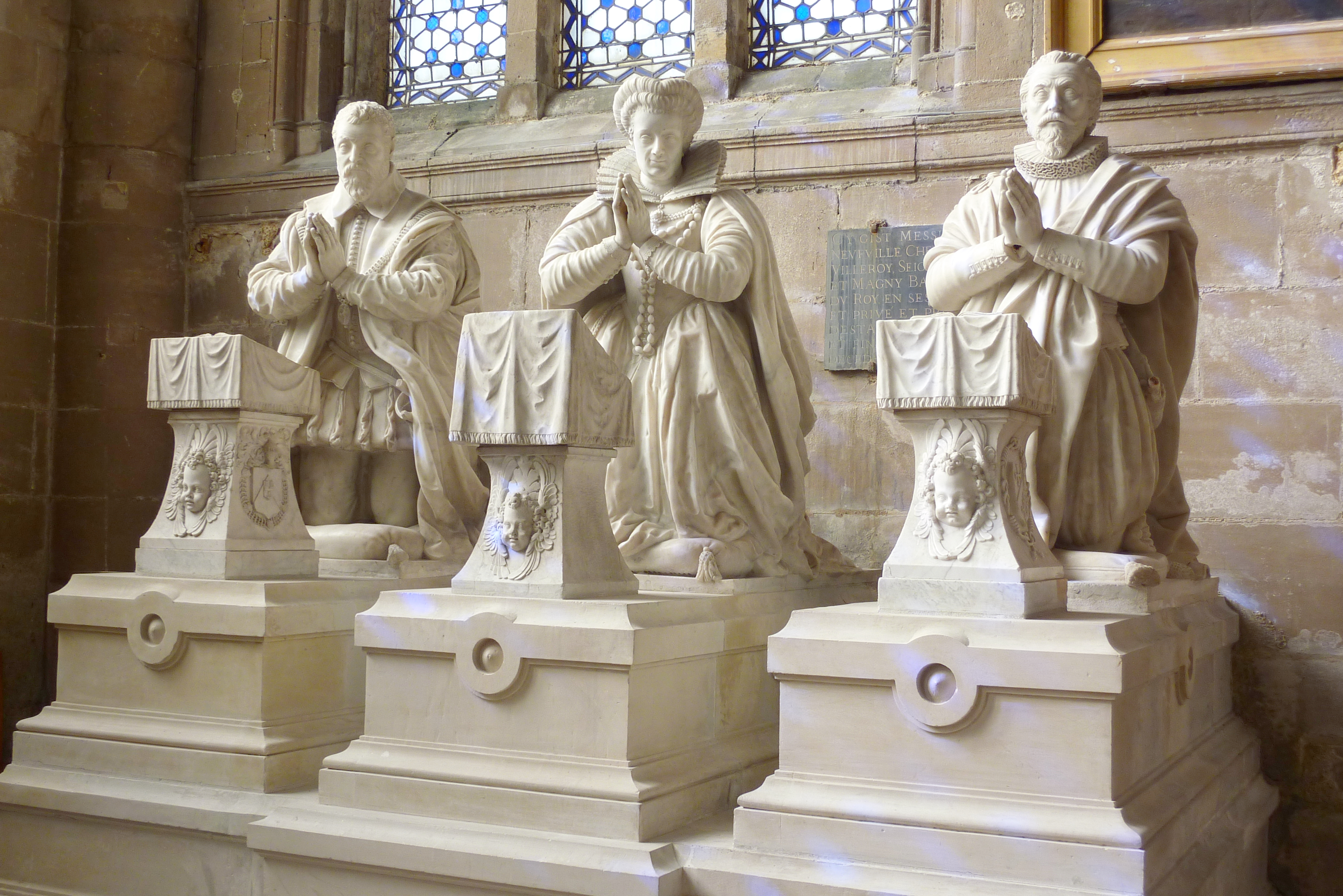
Statue funerarie di Nicolas III de Villeroy (padre di Nicolas), Madeleine de l'Aubespine e di suo marito Nicolas IV, nella chiesa di Notre-Dame-de-la-Nativité di Magny-en-Vexin

Nel 1561 sposò Madeleine de L’Aubespine (21 maggio 1546 - 17 maggio 1596) a Villeroy. Questa era figlia di Claude de L’Aubespine, signore di Chasteauneuf, segretario di stato, e di sua moglie, Jeanne Bochetel. La coppia ebbe un figlio:
- Charles de Neufville marchese di Villeroy (m. 17 gennaio 1642)